# Club Plaza Colonia de Deportes
El Club Plaza Colonia de Deportes, més conegut com a Plaza Colonia és un club de futbol uruguaià de la ciutat de Colonia del Sacramento.
El club va ser fundat en 1917 sent una associació que implica diversos esports. El 2001, va participar per primera vegada a la primera divisió, finalitzant em 7é. La temporada 2016, fou campió del Torneo Clausura, participant per primera vegada en una competició internacional, la copa Sud-Americana.

## Palmarès
- Primera Divisió - Torneo Clausura: 1

2016
- Segunda Divisió - Torneo Clausura: 1

2001